# Poarta Soarelui (Tiwanaku)

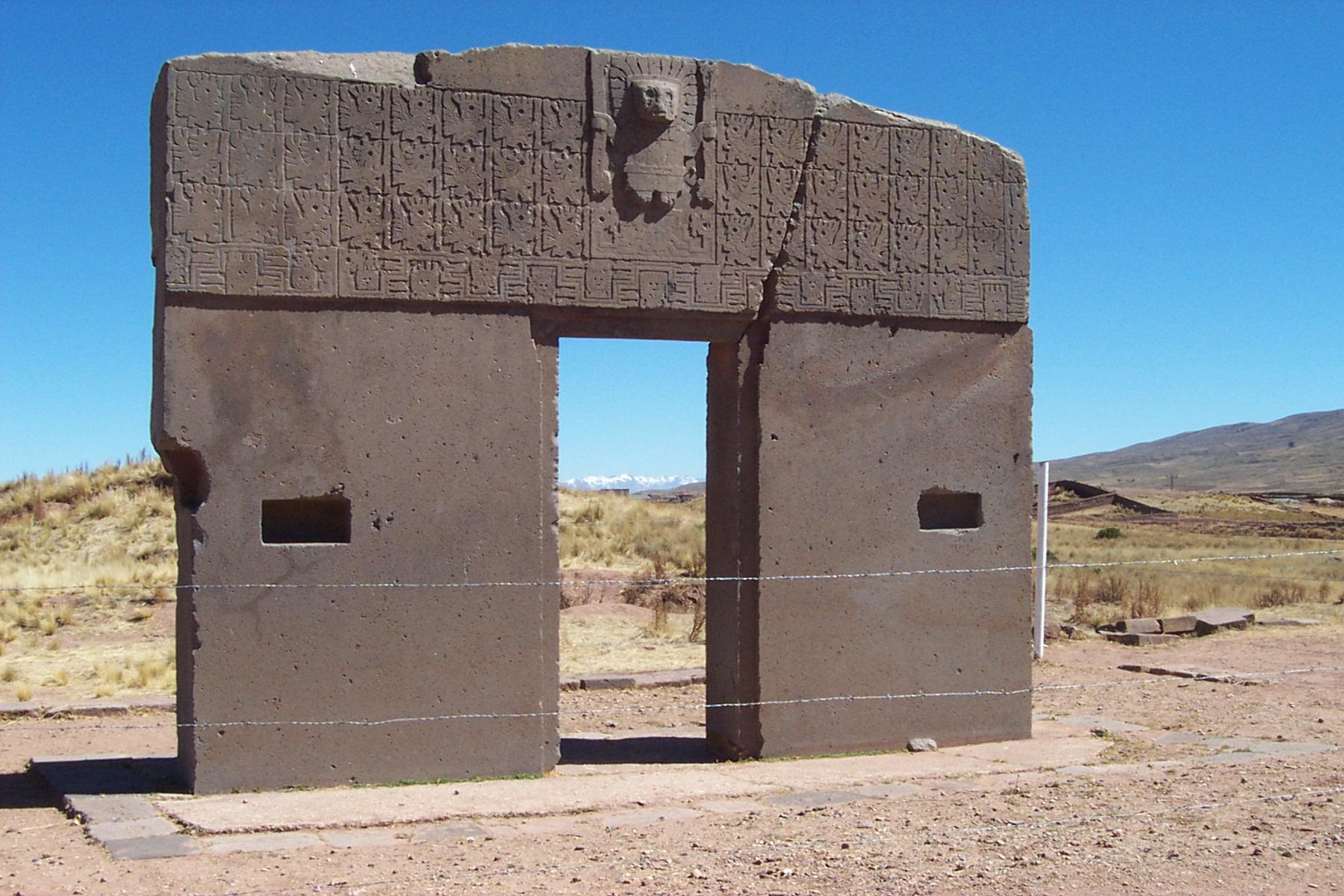
"Poarta Soarelui"

Poarta Soarelui este un arc sau un portal megalitic din piatră solidă construit de cultura antică Tiwanaku din Bolivia cu peste 1500 de ani înainte.
Ea este situată în apropiere de Lacul Titicaca la aproximativ 3.825 m deasupra nivelului mării, în apropiere de La Paz, capitala Boliviei. Obiectul are aproximativ 3 m înălțime și 4 m lățime și este construit dintr-o singură bucată de piatră. Greutatea este estimată a fi de 10 de tone. Atunci când a fost redescoperit de exploratorii europeni la mijlocul secolului al XIX-lea, megalitul zăcea în plan orizontal și avea o crăpătură mare. El se află în prezent în același loc unde a fost găsit, deși se crede că nu aici era locația sa inițială, care rămâne incertă.
Poarta Soarelui este un monument valoros pentru istoria artei și arhitecturii antice. Unele elemente ale iconografiei Tiwanaku sunt răspândite prin întregul Peru și prin anumite locuri din Bolivia. Deși au existat diverse interpretări moderne ale inscripțiilor misterioase găsite pe megalit, se crede că gravurile care decorează poarta au o importanță astronomică și/sau astrologică și pot servi în scop calendaristic.

## Figurile de pe Poarta Soarelui
Pragul de sus este decorat cu 48 de pătrate încadrând o figură centrală. Fiecare pătrat reprezintă un personaj în formă de efigie cu aripi. Există 32 de efigii cu fețe omenești și 16 cu capete de condor. Identitatea figurii centrale rămâne o enigmă. Este o figură a unui om cu capul înconjurat de 24 de raze liniare care pot reprezenta raze de lumină solară. Toiegele stilizate ținute de personaj simbolizează aparent tunete și fulgere. Unii istorici și arheologi cred că figura centrală îl reprezintă pe "Zeul Soare" judecând după razele emise de capul său, în timp ce alții l-au identificat cu zeul incaș Viracocha.

### Fotografii timpurii

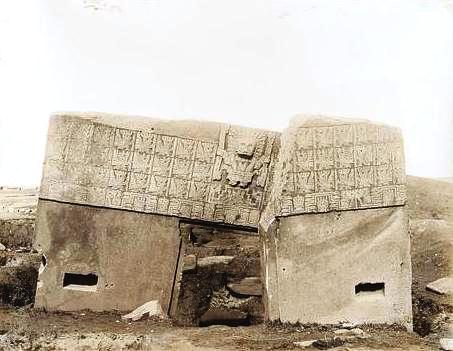
Poarta Soarelui (1903).
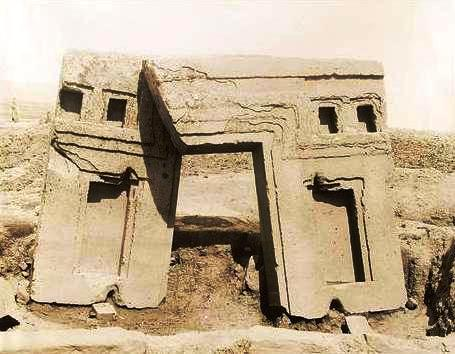
Poarta Soarelui, vedere din spate (1903).
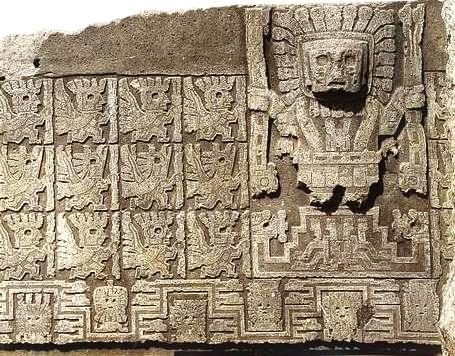
Detaliu al Porţii Soarelui (1903).